# لاوال-دآکس
لاوال-دآکس (انگلیسی: Laval-d'Aix) یک کمون در بخش دروم در جنوب شرقی فرانسه است. 